# Cinerària
|  | Aquest article tracta sobre l'espècie. Si cerqueu el gènere, vegeu «Cineraria». |

La cinerària (Senecio cineraria) és una espècie de planta Magnoliophyta del gènere Jacobaea -recentment catalogada per estudis filogenètics dins d'aquest tàxon de la família de les asteràcies-, que habita a la regió mediterrània. A la península Ibèrica es distribueix arreu de la conca mediterrània, tot i que ha estat naturalitzada en zones de costa rocoses de l'illa d'Eivissa, Mallorca i Menorca.
És una planta perenne que pot assolir el metre d'alçada, ramificada des de la base, amb un indument densament blanc amb pèls suaus. Les fulles són alternes, lobulades amb lòbuls també dividits; aquests són blanquinosos pel revers i verds per l'anvers glabre, mostrant un fort contrast entre els dos costats. El seu aspecte general és de color gris platejat. Té el fullatge molt retallat. Floreix a finals de primavera i principis d'estiu a ple sol, amb flors de color groc intens, agrupades en ramells, que produeixen gran quantitat de nèctar que atreu nombrosos insectes nectarífers, sobretot abelles, papallones i altres lepidòpters. Tota la planta és verinosa per ingestió. S'utilitza en jardineria, sobretot per les seves atractives fulles platejades i pel seu port no gaire alt, que combina amb altres plantes. Presenta nombrosos híbrids cultivars. Es propaga per llavors i per esqueixos. Les llavors són aquenis cilíndrics.

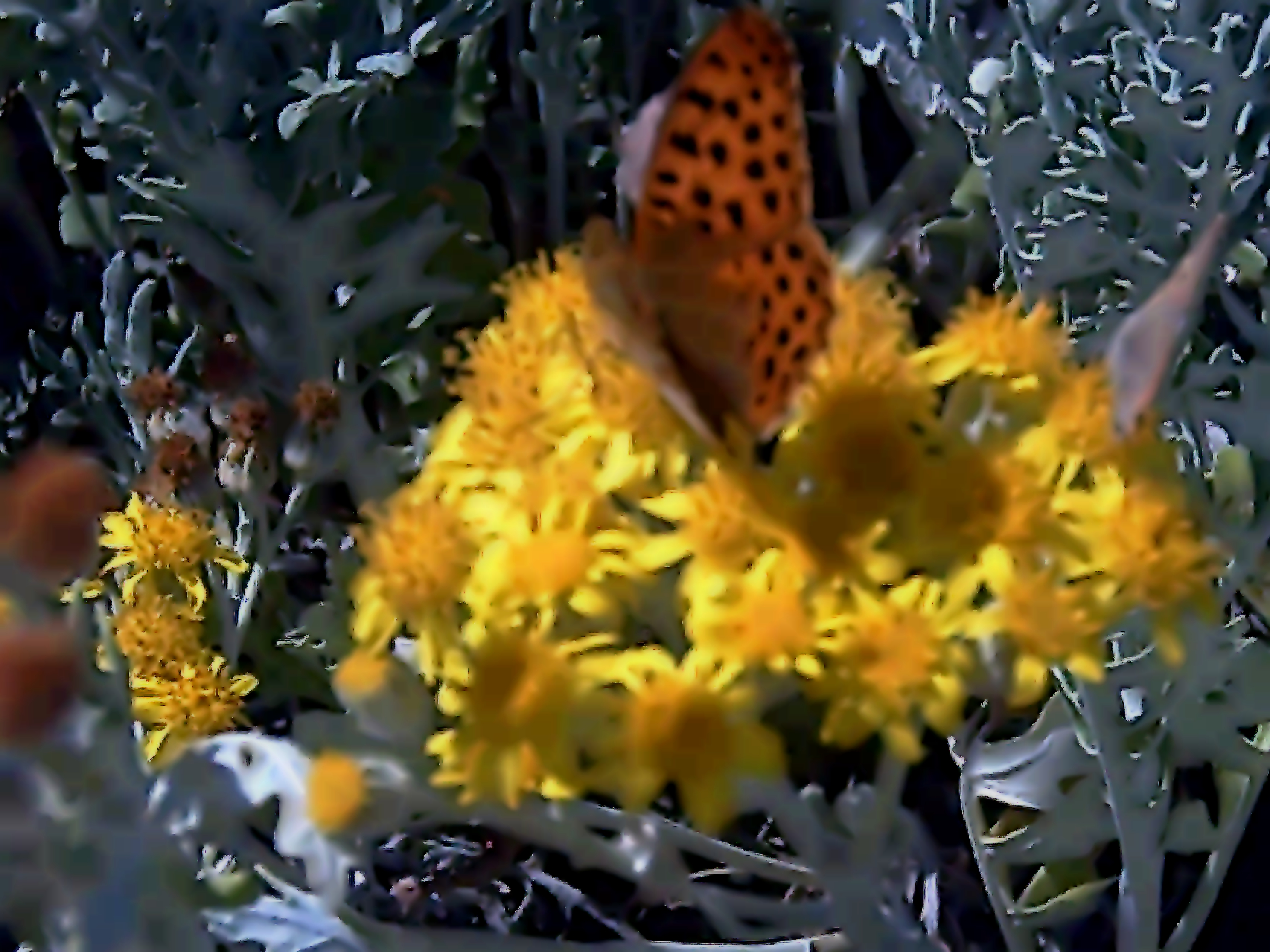